# Ghiacciaio Eldred
Il ghiacciaio Eldred è un ghiacciaio lungo circa 5 km situato sull'Isola di re Giorgio, nelle Isole Shetland Meridionali, a nord del termine della Penisola Antartica. Il ghiacciaio si trova in particolare nella parte centrale della costa settentrionale dell'isola, dove fluisce verso nord, scorrendo tra il picco Potts, a ovest, e il colle Snow White, a est, fino a entrare nella baia di Kurzynski.

## Storia
Il ghiacciaio Eldred è stato mappato durante la spedizione francese in Antartide svoltasi dal 1908 al 1910 al comando di Jean-Baptiste Charcot, ed è stato così battezzato dal comitato britannico per i toponimi antartici in onore di Andrew J. Eldred, comandante della nave da caccia alla foca statunitense Thomas Hunt, che visitò le Isole Shetland Meridionali nelle stagioni 1873-74, 1875-76, 1878-79 e 1879-80, durante partecipando anche alle operazioni di ricerca della nave Charles Shearer, scomparsa in quelle acque nel 1877.